# République démocratique du Yémen
Pour les articles homonymes, voir Yémen du Sud.
Ne doit pas être confondu avec République arabe du Yémen ou République démocratique populaire du Yémen.
21 mai 1994 – 7 juillet 1994
(1 mois et 16 jours)
Entités précédentes :
- République du Yémen

Entités suivantes :
- République du Yémen

La République démocratique du Yémen ou Yémen du Sud était un État sécessionniste non reconnu internationalement proclamé en 1994 durant la guerre civile yéménite de 1994. Son territoire reprenait pratiquement les frontières de l'ancienne République démocratique populaire du Yémen qui avait existé de 1967 à 1990, ainsi que sa capitale la ville d'Aden. 
Durant sa brève existence, cet État avait pour président Ali Salem al-Beidh et pour Premier ministre Haider Aboubaker al-Attas.

## Histoire
Le 21 mai 1994, la République démocratique du Yémen est proclamée. Le jour même, Ali Salem al-Beidh annonce la mise en place d'un parlement provisoire de 111 membres pendant une durée d'un an, le Conseil populaire de salut national, et annonce soutenir l'unité du pays.
Le 24 mai 1994, un Conseil présidentiel de cinq membres est mis en place. Celui-ci se compose d'Ali Salem al-Beidh, Salem Saleh Mohammed, l'ancien Premier ministre sudiste Abderahman al-Jifri, Abdel El Makkoui et Salem Nasser Messaoud.
La République démocratique du Yémen capitule le 7 juillet 1994, après la chute d'Al Moukalla, trois jours après celle d'Aden, survenue à la suite d'un siège.